# Dunkelschön
Dunkelschön — німецький гурт середньовічної музики з фолковим упливом, заснований у 2002 році.

## Історія групи
У 2002 році Майкл Кайзер і Ванесса Іштван заснували студійний проєкт «Dunkelschön». У 2004 році вони ж (Кайзер — гітара, арфа, шарманка, нікельхарпа, вокал, та Іштван — основний вокал, різні флейти) створили однойменний гурт, підтримуваний музикантами Крістіаном Вітткопфом (давул, перкусія) і Бйорном Шойплейном (гітара, цистра, віола да гамба). Після цього відбулися перші виступи з наявним пісенним матеріалом.
У 2006 році група випустила свій перший студійний альбом Torenvart.
Окрім численних виступів на таких фестивалях, як Wave-Gotik-Treffen у Лейпцигу, група у 2007 році випустила свій другий студійний альбом під назвою Irfind, що був названий альбомом місяця журналом Zillo.
Їхній третій студійний альбом Nemeton вийшов у 2008 році та був записаний з віолончелісткою Монікою Клюпфель, яка з тих пір є постійною учасницею гурту.
2009 року Ніколас фон Штольцманн змінив гітариста Шойплейна, який щойно залишив гурт. У той самий час Dunkelschön вирішили розширити свою музику, включивши барабани, і до групи приєднався Андре Штрауб. У цьому складі колектив випустив четвертий студійний альбом Katharsis.
Басист Берні Горн став ще одним новим доповненням складу групи у квітні 2010 року.
Після спільного зимового туру з Subway to Sally та подальших виступів на фестивалях як у Німеччині (Feuertanz-Festival, Burgfolk), так і в інших європейських країнах (напр. Castlefest/Нідерланди, Trolls et Legendes/Бельгія, Festa Celtica di Beltane/Італія), гурт у 2011 році завершив свій п'ятий студійний альбом Zauberwort, що представляв композиційне розширення, чи то пак перетворення гурту з більш роковими елементами.
Наприкінці 2012 року від гурту відійшли Андре Штрауб і Ніколас фон Штольцманн.
До фестивального сезону 2013 року були залучені Лукас Штумпф (ударні) та Ян Янсон (гітара, ірландське бузукі). Наприкінці 2013 року Штумпфа змінив Мануель Фельк. Приєднався до гурту також Берні Шмі, взявши на себе гітари та ірландське бузукі.
У такому складі (Майкл Кайзер, Ванесса Іштван, Крістіан Вітткопф, Моніка Клюпфель, Берні Горн, Берні Шмі, Мануель Фельк) септет записав свій шостий студійний альбом Vergehen & Werden, який вийшов навесні 2014 до десятої річниці гурту. Влітку Dunkelschön представив цей альбом на Feuertal Festival та найбільшому у світі метал-фестивалі Wacken Open Air.

## Дискографія
Альбоми
- 2006: Torenvart (Curzweyhl/Rough Trade)
- 2007: Irfind (Curzweyhl/Rough Trade)
- 2008: Nemeton (Curzweyhl/Rough Trade)
- 2009: Katharsis (Screaming Banshee/Al!ve)
- 2011: Zauberwort (Screaming Banshee/Al!ve)
- 2014: Vergehen & Werden (Screaming Banshee/Al!ve)
- 2017: Abraxas (Golden Core Records/ZYX Music)

Внески до збірок (вибірково)
- 2006: Herr Bigenot на Miroque Vol. XIII (Totentanz/VK Histomedia)
- 2007: Unter der Linden на Adventon Vol. 1 (Totentanz/VK Histomedia)
- 2009: Lacrima на Negatief Dark Alliance Vol.4 (Danse Macabre)
- 2010: Askath — Die Weissen Raben на Mittelalter: Medieval Spirits 3 (Golden Core Records/ZYX Music)
- 2019: Immer на Gothic Romance 7 (Golden Core Records/ZYX Music)